# Regime israeliano dei permessi in Cisgiordania

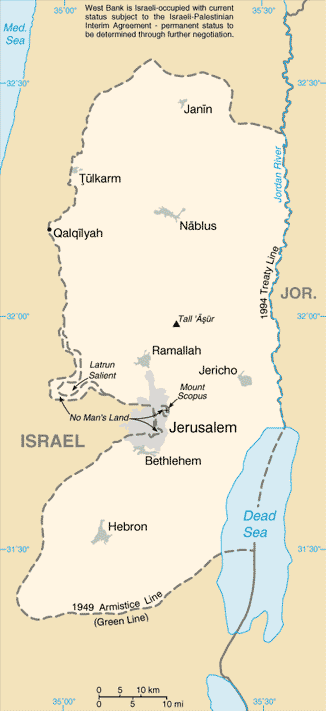
Mappa della Cisgiordania

Il regime israeliano di permessi in Cisgiordania è il sistema legale che impone ai palestinesi di ottenere un certo numero di permessi diversi dalle autorità militari israeliane che governano i palestinesi nella Cisgiordania occupata da Israele per una vasta gamma di attività. Il primo ordine militare che imponeva permessi per i palestinesi fu emesso prima della fine della Guerra dei sei giorni del 1967. Le due rivolte del 1987 e del 2001 hanno visto maggiori misure di sicurezza, differenziazione dei documenti d'identità in verde e rosso, politiche di chiusura dei villaggi, coprifuoco e restrizioni più severe sui movimenti palestinesi, con il permesso di uscita generica del 1972 sostituito da permessi individuali. La giustificazione dichiarata da Israele per questo nuovo regime di permessi per i movimenti era di contenere l'espansione delle rivolte e proteggere sia l'IDF che i civili israeliani dagli scontri militari con i palestinesi armati. Da allora il regime è stato esteso a 101 diversi tipi di permessi che coprono quasi ogni aspetto della vita palestinese, regolamentando i movimenti in Israele, negli insediamenti israeliani, il passaggio tra Gaza e la Cisgiordania, Gerusalemme e i viaggi all'estero attraverso i confini internazionali. La Corte suprema israeliana ha respinto le petizioni contro il regime dei permessi, ammettendo che lede gravemente i diritti dei residenti palestinesi, ma che tale danno sia proporzionato.
Il sistema, considerato un esempio di profilazione razziale da studiosi come Ronit Lentin, Yael Berda e altri,, è stato definito arbitrario ed ha trasformato diritti come la libertà di movimento in meri privilegi che possono essere concessi o revocati dall'autorità militare. Il sistema stesso è stato paragonato al "pass law" sudafricano durante l'apartheid da Jennifer Loewenstein che scrive che il regime sia  "più complesso e applicato più brutalmente rispetto al sistema di permessi del regime dell'apartheid". Israele ha difeso il sistema dei permessi definendolo come necessario per proteggere gli israeliani in Cisgiordania da quelle che descrive come continue minacce di attacchi da parte di militanti palestinesi.

## Definizioni
Secondo Yael Berda dell'Università Ebraica di Gerusalemme, il regime israeliano dei permessi è uno dei tre elementi alla base della gestione militare israeliana della popolazione sotto occupazione basata su l'intelligence, il controllo economico e la profilazione razziale. Berda definisce il "regime dei permessi" come "l'apparato burocratico dell'occupazione sviluppato in Cisgiordania tra la firma degli Accordi di Oslo nel 1993 e l'inizio degli anni 2000". Cheryl Rubenberg ha sostenuto che il sistema dei permessi sia lo strumento più efficace in quello che altri studiosi hanno definito come le tecniche israeliane di "violenza sospesa".
Neve Gordon dell'Università Ben Gurion del Negev scrive che il regime dei permessi è sia "l'impalcatura per molte altre forme di controllo", sia una parte dell'"infrastruttura di controllo" dell'occupazione israeliana. Aeyal Gross dell'Università di Tel Aviv definisce il regime dei permessi come "un regime legale relativo alla libertà di movimento". Scrive che il regime consente a Israele di controllare ulteriormente le vite dei palestinesi in linea con l'obiettivo di un "controllo senza attriti" messo in pratica da l'IDF.
Ariella Azoulay e Adi Ophir scrivono che il sistema stesso funge da collegamento tra i servizi di sicurezza e le autorità civili poiché qualsiasi approvazione del permesso richiede il consenso degli agenti di sicurezza all'interno degli uffici amministrativi. Sostengono inoltre che mentre i permessi stessi hanno una lunga storia come strumento burocratico, il sistema attuale "ha acquisito una propria vita e logica nei Territori Occupati".

## Storia
Il regime dei permessi iniziò ad essere realizzato prima della fine delle ostilità nella Guerra dei Sei Giorni del 1967. I permessi erano richiesti per una vasta gamma di attività, e Gordon afferma che nel complesso "il regime dei permessi ha operato per plasmare praticamente ogni aspetto della vita palestinese". Nei dieci giorni successivi la fine della guerra fu emesso un ordine militare che imponeva un permesso per concludere qualsiasi compravendita che riguardasse terreni o proprietà. Lo stesso giorno venne stabilito da un'ordinanza il possesso per i palestinesi di un permesso per detenere qualsiasi valuta estera. Le violazioni prevedevano la pena di reclusione fino a cinque anni. Vennero resi necessari i permessi per installare qualsiasi dispositivo idrico o per eseguire lavori elettrici, incluso il collegamento di un generatore. Anche per trasportare qualsiasi pianta o merce dentro o fuori i territori palestinesi, era richiesto un permesso. Qualsiasi forma di trasporto, inclusi trattori e carri trainati da asini, richiedeva un permesso. L'ordine militare 101 emesso 2 mesi dopo l'inizio dell'occupazione rendeva illegale qualsiasi "processione, raduno o manifestazione" organizzata senza prima ottenere un permesso da un ufficiale militare. Un "raduno" era stato definito come qualsiasi assemblea di dieci o più persone che potesse trattare una questione politica o qualsiasi altra argomento che possa essere interpretata come  "incitamento". "Incitamento" è stato definito come il tentativo di influenzare l'opinione pubblica in un modo che possa disturbare la pace o l'ordine pubblico.
Nel 1968, Israele ha emesso la "Direttiva sull'ingresso in Israele" che richiedeva a tutte le persone che entravano in Israele di possedere un permesso valido e dava l'autorità per la concessione di tali permessi al comandante militare regionale. Questa direttiva non ebbe alcun effetto pratico all'epoca poiché Israele aveva consentito, come politica, di viaggiare tra i territori palestinesi appena occupati della Striscia di Gaza e la Cisgiordania da e verso Israele. Nel 1972, Israele ha rilasciato permessi di uscita generali per tutti i residenti della Cisgiordania e della Striscia di Gaza per entrare in Israele e Gerusalemme Est tra le 5:00 del mattnio e l'1:00 di notte, formalizzando quella che era stata una politica informale di frontiera aperta tra Israele e i territori palestinesi.
Fino alla Prima Intifada o "rivolta" nel 1987, oltre 100.000 palestinesi si recavano liberamente in Israele su base giornaliera, in auto con targa della Cisgiordania, senza seri ostacoli. Delle restrizioni venivano applicate solo a coloro che erano stati condannati per reati contro la sicurezza. Con la prima intifada, l'esercito israeliano ha imposto maggiori restrizioni al movimento palestinese e ha imposto misure di sicurezza come il coprifuoco, blocchi stradali e il contrassegno delle carte d'identità in verde per coloro a cui è stato negato l'ingresso in Israele o rosso per il resto della popolazione. Nel 1991, durante la Guerra del Golfo, il permesso generale di uscita fu revocato e sostituito da un sistema di permessi individuali progettato per "filtrare il movimento palestinese con [il] pretesto della sicurezza in Israele". Gli accordi provvisori di Oslo hanno lasciato a Israele il controllo parziale o totale sull'83% della Cisgiordania e, secondo Rashid Khalidi, contemporaneamente Israele ha inasprito le restrizioni di quella che lui chiama la sua "matrice di controllo", sviluppando un sostanziale nuovo sistema, un'intricata "rete di procedure" compreso il "sistema di permessi onnicomprensivo", che ha soffocato il movimento dei palestinesi nei territori palestinesi.
Dopo la rottura dei negoziati al Vertice di Camp David del 2000 e lo scoppio della Seconda Intifada, l'IDF ha imposto una chiusura totale ai territori occupati e ha reso il sistema dei permessi più rigoroso per proteggere sia i propri presunti interessi di sicurezza che i civili dallo scontro armato con i militanti palestinesi. Dopo che i tentativi iniziali di reprimere la rivolta fallirono, la barriera di separazione israeliana in Cisgiordania fu costruita oltre la Linea Verde in territorio palestinese. Ciò è stato accompagnato da un altro aumento dei tipi di permessi di accesso che regolano i movimenti palestinesi. Il sistema di permessi, posti di blocco e altre misure si è rivelato utile per porre fine alla Seconda Intifada, ma qualcuno, compresi anche comandanti israeliani, sostengono che le frustrazioni causate da tali politiche restrittive potrebbero rivelarsi favorevoli proprio al terrorismo che cercano di reprimere.

## Dimensioni

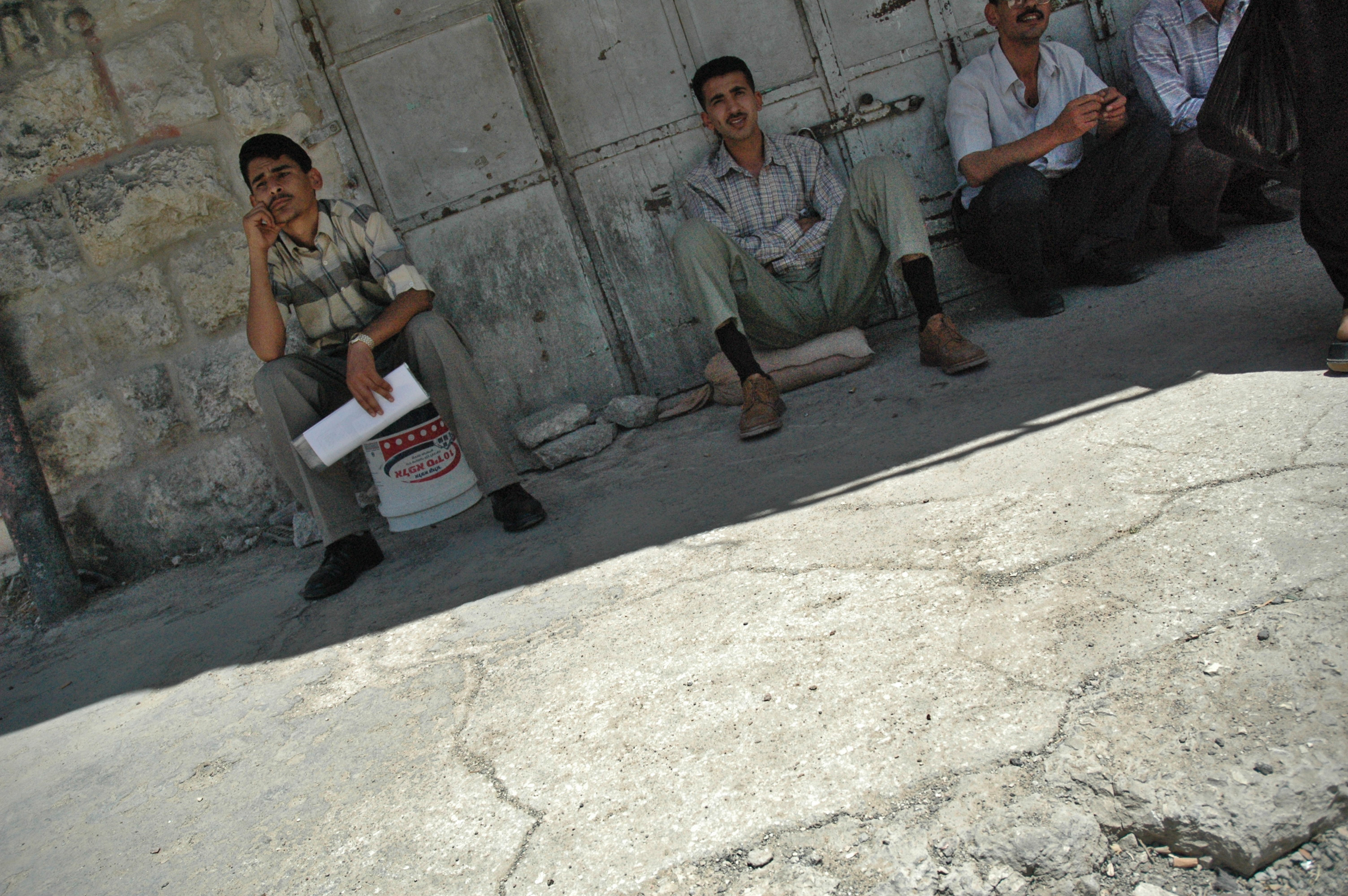
Palestinesi detenuti al checkpoint

Sotto il dominio militare israeliano, quasi ogni aspetto della vita quotidiana palestinese era soggetto a regolamentazioni militari pervasive, calcolate nel numero di 1.300 entro il 1996, che spaziavano dalla piantumazione di alberi e importazione di libri fino all'ampliamento delle case. Nei primi due decenni di occupazione i palestinesi dovevano richiedere alle autorità militari permessi e licenze per una serie di cose come la patente di guida, il telefono e la registrazione della nascita.Un certificato di buona condotta era indispensabile per ottenere l'accesso a molte professioni e luoghi di lavoro, con presunte considerazioni in materia di sicurezza che determinavano la decisione, che veniva pronunciata e trasmessa solamente a voce. La fonte principale di informazioni sui rischi per la sicurezza proveniva dallo Shin Bet, l'Agenzia per la sicurezza israeliana, che si è scoperto abbia regolarmente fuorviato i tribunali per 16 anni. L'ottenimento di tali permessi è stato descritto come una via dolorosa per i palestinesi. Nel 2004, solo lo 0,14% dei palestinesi della Cisgiordania (3.412 su 2,3 milioni) avevano ottenuto permessi validi per attraversare i posti di blocco della Cisgiordania, mentre per tutto il 2004 solo il 2,45% degli abitanti della Cisgiordania possedeva un qualsiasi tipo di permesso. L'ordine militare 101 negava ai palestinesi della Cisgiordania il diritto di acquistare dall'estero (incluso da Israele) qualsiasi forma di materiale stampato come libri, manifesti, fotografie e persino dipinti a meno che non fosse stata ottenuta l'autorizzazione preventiva dai militari. I divieti influivano anche sui codici di abbigliamento vietando determinate combinazioni di colori nell'abbigliamento.
Secondo la ONG israeliana HaMoked, qualsiasi turista da tutto il mondo o qualsiasi israeliano può viaggiare attraverso la Seam Zone (l'area compresa tra la Linea Verde e la barriera di separazionr), ma l'accesso è vietato ai palestinesi locali (circa 50.000 palestinesi in 38 località, secondo i dati del 2012) a meno che non riescano a ottenere dalle autorità militari israeliane uno qualsiasi dei 13 permessi, a seconda delle loro esigenze. Questi sono classificati come segue:
- un certificato di residenza permanente
- un permesso permanente di agricoltore
- un permesso temporaneo di agricoltore
- un permesso per condurre affari commerciali
- un permesso di lavoro
- un permesso per esigenze personali
- un permesso di lavoratore scolastico
- un permesso di lavoro di un'organizzazione internazionale
- un permesso di lavoro da dipendente dell'Autorità Palestinese
- un permesso da lavoratore in costruzioni
- un permesso per il personale medico
- un permesso per studenti
- un permesso per figli minori.[4][6]

Ogni tipo di permesso ha requisiti particolari, e sono tutti temporanei. Teoricamente, un permesso di questo tipo può durare due anni, ma la maggior parte deve essere rinnovata ogni tre mesi.
Le cure mediche negli ospedali israeliani o palestinesi di Gerusalemme est comportano l'ottenimento di tre diversi permessi, a seconda che la persona sia un paziente, un accompagnatore, un medico o visitatori del paziente ricoverato. In occasione di funerali e matrimoni, i parenti di primo o secondo grado in Cisgiordania e a Gaza possono richiedere i necessari permessi di viaggio. I bambini palestinesi necessitano di un permesso speciale per frequentare la scuola a Gerusalemme est. È richiesto un permesso speciale se un palestinese è impiegato nelle chiese in Israele.  Nel 2016 su 291 palestinesi di Gaza che hanno richiesto un permesso di viaggio in occasione di un decesso in famiglia/clan, il permesso è stato concesso a 105 e rifiutato a 68, mentre i restanti casi erano ancora pendenti. Su 803 richiedenti un permesso per partecipare a una conferenza, 84 lo hanno ottenuto e 133 lo hanno rifiutato. Delle 148 petizioni dei cristiani di Gaza per visitare i luoghi sacri fuori dalla Striscia, nessuna è stata accolta e nessuna è stata respinta. In tutti i casi, la petizione è rimasta pendente.

## Ottenere i permessi
Dal 1991 Israele non ha mai chiarito pubblicamente le regole e i criteri per ottenere i permessi. Negli anni '80 e '90, i richiedenti erano obbligati a ottenere un timbro di approvazione da diversi uffici separati, pagando ogni volta una tassa. Avere le autorizzazioni complete da seguenti uffici: dall'ufficio delle imposte, dalla polizia locale, dal comune e dai "consigli di villaggio" sponsorizzati da Israele (queste ultime spesso composte da collaboratori) e dall'agenzia di sicurezza israeliana Shin Bet non garantiva comnque l'approvazione del permesso.
Le vite di quasi tutti i 4,5 milioni di palestinesi nelle terre palestinesi sotto il controllo israeliano sono colpiti, direttamente o indirettamente, dal regime dei permessi. La molteplicità dei tipi di permesso e le complessità legali dei requisiti per ottenerli hanno creato una burocrazia tentacolare, piena di intermediari, che probabilmente alimenta la corruzione, dal momento che un palestinese puç essere obbligato a pagare al broker dei permessi fino al 25% del salario guadagnato con il permesso di lavorare in Israele. Il borker a sua volta si ritiene che condividi il guadagno con i datori di lavoro israeliani in una sorta di tangente.
Lo Shin Bet mantiene un elenco di palestinesi a cui è vietato l'ingresso in Israele. Prima della Seconda Intifada quell'elenco contava solo diverse migliaia, e nei sei anni che seguirono si espanse fino a includere quasi 250.000 palestinesi della Cisgiordania. Nel 2007 circa un quinto della popolazione maschile palestinese di età compresa tra i sedici ei sessantacinque anni è stata classificata come "minaccia alla sicurezza", con conseguente divieto di movimento.
I permessi di lavoro in Israele possono essere revocati se un parente del lavoratore viene ucciso a seguito di colpi d'arma da fuoco da parte di Israele. Quando il fotografo Amjad al-Alaami di Beit Ummar è stato colpito alla testa mentre si trovava sulla soglia di casa sua nel marzo 2002, a suo fratello Muayyad è stato negato il permesso di lavorare in Israele perché lo Shin Beit lo considerava un rischio per la sicurezza. Il divieto è stato revocato dopo un decennio e mezzo e Muayyad al-Alaami ha ripreso a lavorare per un appaltatore di Tel Aviv. Il 28 luglio 2021, mentre la famiglia stava andando a un picnic, uno dei 4 soldati israeliani, interpretando come sospetta una retromarcia dell'auto, ha aperto il fuoco sul veicolo della famiglia e ha ucciso uno dei tre figli di Muayyad, Mohammad (11) nel veicolo. Poco dopo, il suo permesso di lavoro è stato revocato poiché, in quanto padre di una vittima del conflitto, è stato nuovamente considerato un rischio per la sicurezza.

### Certificato di nascita
Poiché i registri delle nascite palestinesi sono controllati da Israele, un residente di Betlemme, che cercava di far registrare la nascita di sua figlia, dovette ottenere sette timbri da sette diversi uffici governativi israeliani. L'ufficio delle entrate gli ha negato il timbro dato che era in ritardo con il pagamento delle tasse, che gli sono state detratte automaticamente dalla paga. Sua moglie, usando i suoi documenti d'identità, ha dovuto seguire la stessa procedura e alla fine è stato concesso un certificato di nascita. Nei casi in cui le funzioni sono delegate all'Autorità palestinese, gli uffici palestinesi competenti sono ridotti al ruolo di  "postini", semplicemente inoltrando le richieste di permessi all'Amministrazione civile israeliana, il 70-80% delle quali viene poi respinta con poco trasparenti "motivi di sicurezza”.

### Permessi di lavoro
Prima della Prima Intifada, quasi 70.000 palestinesi erano registrati come lavoratori in Israele. Si stima inoltre che i lavoratori non registrati aumentino del 30-70% il numero totale di lavoratori palestinesi in Israele. Israele ha sempre richiesto formalmente un permesso di lavoro ai palestinesi per lavorare all'interno di Israele, sebbene prima della Prima Intifada tale requisito non fosse applicato e i palestinesi che richiedevano un permesso venivano approvati quasi automaticamente. Due nuove forme di controllo furono istituite da Israele durante la Prima Intifida: il regime dei permessi di ingresso, nel 1988, e, nel 1991, le chiusure che impedivano a qualsiasi palestinese di lasciare la Cisgiordania o la Striscia di Gaza per un certo periodo di tempo. Nel 1988 Israele ha introdotto una nuova carta d'identità verde che, a differenza delle vecchie carte rosse o arancioni, impediva ai titolari di entrare in Israele. Queste carte d'identità venivano date a persone che erano state arrestate in precedenza, erano membri attivi di un partito politico o avevano precedenti con lo Shin Bet per un altro motivo. L'anno successivo ai lavoratori palestinesi della Striscia di Gaza sono state rilasciate tessere magnetiche che contenevano informazioni sui "precedenti di sicurezza", compreso il pagamento o meno delle loro bollette dell'elettricità e dell'acqua. Ogni evento e informazione non linea con le regole, può comportare il divieto di ingresso al lavoratore.
Il lavoro è stato trasformato da un diritto in un privilegio che può essere revocato in qualsiasi momento e, di conseguenza, molti palestinesi si sono astenuti dal partecipare ad attività politiche per paura di mettere a repentaglio il sostentamento delle loro famiglie. I richiedenti i permessi di lavoro presso l'amministrazione civile israeliana venivano spesso interrogati dallo Shin Bet e invitati a collaborare in cambio della concessione di un permesso. Dovendo dipendere economicamente dalle possibilità di lavoro in Israele, centinaia o migliaia di residenti che diventarono collaboratori degli israeliani.
Il blocco di interi territori occupati o di parte di essi è iniziata nel 1991, anche se la pratica è diventata più diffusa in seguito agli Accordi di Oslo. Quando sono state ordinate le chiusure, anche ai palestinesi con permessi di ingresso e di lavoro validi è stato negato l'ingresso in Israele. Nel 1994 i territori palestinesi sono stati chiusi per 43 giorni. Nel 1996 si è passati a 104 giorni e a 87 giorni nel 1997. Ogni chiusura interna ha impedito a circa 200.000 palestinesi, ovvero l'80% della forza lavoro palestinese, di raggiungere il proprio posto di lavoro. Ci sono 13 valichi principali attraverso i quali i palestinesi con permessi di lavoro possono entrare in Israele. Nel febbraio 2018, Israele ha aumentato a 100.000 il numero di permessi di lavoro per i palestinesi. La legge israeliana richiede alle aziende di offrire benefici tra cui assicurazione sanitaria, pensioni e giorni di malattia ai lavoratori palestinesi con permessi, ma molti continuano a lavorare senza permesso, spesso con salari inferiori.

### Permessi per coltivare la propria terra
I palestinesi separati dalle loro proprietà agricole dall'erezione della Barriera di Separazione hanno bisogno di permessi per lavorare la loro terra. Daniel Byman cita il caso di Mohammad Jalud, un residente di Izbat Jalud vicino a Qalqilya . I suoi campi si trovano a 10 minuti a piedi da casa sua. Quando il muro è stato eretto, l'amministrazione del villaggio ha costruito una porta di accesso, ma inizialmente il transito ai palestinesi è stato negato. Per lavorare la sua fattoria Mohammad deve camminare per diversi chilometri verso nord, attraversare il posto di controllo di Azzun Atma con il permesso necessario, e poi tornare a sud verso la sua proprietà. Nel 2004, quando si sono resi disponibili i permessi per attraversare l'accesso direttamente dal suo villaggio, a lui non è stato accordato, in quanto ne aveva già uno per attraversare il posto di controllo a nord. Questo permesso è stato però annullato perché ora aveva la possibilità di utilizzare l'ingresso del suo villaggio, Izbat Jalud, che non ha potuto riceverlo perché aveva il permesso Azzun Atma. Gli ci è voluto un anno per ottenere il permesso giusto per attraversare la barriera di separazione direttamente dal suo villaggio natale.

### Permessi di soggiorno ed espulsioni
Nel 2007 Israele ha introdotto i "permessi di soggiorno" necessari per risiedere legalmente in Cisgiordania. I permessi sono stati rilasciati ai palestinesi il cui indirizzo presente nel registro della popolazione palestinese era situato in Cisgiordania. Quel registro era stato tuttavia congelato dal 2000, con il risultato che ai palestinesi che si erano trasferiti tra Gaza e la Cisgiordania quando non era richiesto alcun permesso per farlo veniva negato il permesso ora necessario per continuare a risiedervi. Berlanty Azzam, una studentessa dell'Università di Betlemme che si era trasferita in Cisgiordania da Gaza nel 2005, ha fatto appello alla Corte Suprema israeliana quando, dopo essere stata fermata a un posto di blocco israeliano nell'ottobre 2009, non è stata trovata in possesso del permesso di soggiorno richiesto ed è stata espulsa a Gaza la notte stessa. Il tribunale ha ritenuto che non avesse ottenuto il permesso di soggiorno richiesto, nonostante si fosse trasferita in Cisgiordania prima dell'introduzione di tale sistema e nonostante gli sforzi per aggiornare la sua residenza nel registro della popolazione. Di conseguenza la corta ha confermato la decisione di espulsione dell'autorità militare.
Diversi mesi dopo l'entrata in vigore del sistema, l'autorità militare emise l'ordine militare israeliano 1650, che modificava l'ordine militare n. 329 del 1969 intitolato "Ordine riguardante la prevenzione dell'infiltrazione". La modifica ha ampliato il significato di "infiltrato" fino ad ora utilizzato per coloro che erano entrati in Cisgiordania dai paesi confinanti Israele che erano considerati stati nemici, vale a dire Giordania, Siria, Egitto e Libano, includendo anche i palestinesi non in possesso di un permesso di soggiorno valido. In quanto "infiltrati", tali persone sono soggette a espulsione immediata e procedimento penale con pene fino a sette anni di reclusione. In questo modo decine di migliaia di palestinesi sono potenzialmente a rischio di arresto ed espulsione. Israele ha escluso migliaia di palestinesi dal suo registro della popolazione, limitando la loro possibilità di risiedere o viaggiare dalla Cisgiordania e da Gaza . Tra il 1967 e il 2017 oltre 130.000 palestinesi in Cisgiordania e 14.565 a Gerusalemme est hanno visto revocare il loro permesso di soggiorno dalle autorità israeliane.

### Permessi di costruzione

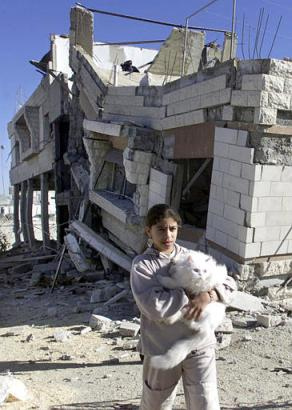
Casa palestinese demolita nel 2002

Israele ha adottato una politica sui permessi di costruzione a Gerusalemme Est e nell'Area C della Cisogiordnia che ha reso difficile la costruzione di case per i residenti palestinesi. Si stima che l'85% delle case palestinesi a Gerusalemme est siano considerate "illegali", il che significa che dal 1967 i palestinesi hanno costruito circa 20.000 case senza acquisire i necessari permessi di costruzione rilasciati da Israele. Le autorità israeliane hanno demolito tra il 1987 e il 2004 quattrocento case palestinesi.
A partire dal 1967 fino al 2010, Israele non ha concesso un solo permesso di costruzione in diversi quartieri palestinesi di Gerusalemme Est. La mancanza di un permesso è stata addotta come motivo della demolizione di 730 case palestinesi in quest'area tra il 2000 e il 2009. Prendendo Gerusalemme nel suo insieme, nell'anno 2004, l'85% delle violazioni edilizie note sono state registrate nella Gerusalemme occidentale, prevalentemente ebraica, eppure il 91% degli ordini di demolizione riguardava solo Gerusalemme est.
Spesso i terreni che si trovano all'interno di una zona militare o sul lato terra tra la linea di confine israeliana e la barriera di separazione, vengono recintati e separati dai loro proprietari tradizionali. Il proprietario del terreno è quindi tenuato a richiedere un permesso dell'amministrazione militare per accedere ai propri campi: la cura di tali campi diventa un arduo compito burocratico e fisico con l'accesso spesso consentito solo una volta all'anno. La prassi di negare l'usufrutto per consentire la scadenza di 10 anni dei diritti di prelazione è stata portata alla Corte Suprema israeliana che, nel 2006, sostenendo che il diniego di accesso personalizzato fosse assimilabile al negare a una persona il diritto di entrare nella propria abitazione per difendersi da un ladro, si è pronunciato a favore dei querelanti e ha ordinato all'IDF di assicurarsi che fosse fatto tutto il possibile per garantire che i palestinesi potessero coltivare i loro terreni. Secondo Irus Braverman, tuttavia, i successivi regolamenti dell'IDF, che garantiscono la protezione degli alberi in "zone di attrito" (ezorei hikuch ) ma non altrove, hanno solo complicato la questione. Nel 2018 è stato calcolato che delle aree dichiarate da Israele come terre di stato in Cisgiordania, il 99,7% è stato assegnato agli insediamenti israeliani, e lo 0,24% (400 acri (160 ha) ) destinato ai palestinesi che costituiscono l'88% della popolazione in quelle aree.

### Permessi di studio
Gli studenti di Gaza nell'ottenere permessi di studio per istituti di istruzione avanzata in Cisgiordania, come l'Università Bir Zeit, hanno incontrato grosse difficoltà durante il periodo scolastico. Negli anni '90, tali permessi, per viaggiare e risiedere in Cisgiordania, avevano una validità di tre mesi, dopodiché dovevano essere rinnovati. In media uno studente di Gaza trascorre 15 ore in fila per ottenere il rinnovo ogni quarto mese di ogni semestre. Se il permesso veniva annullato, lo studente era obbligato a ricominciare. La dichiarazione a sostegno dei negoziati politici era una condizione richiesta per ottenere un permesso. Non sono mai state fornite ragioni per cui a molti studenti sono stati annullati i permessi.